# نمره‌نه
نمره‌نه، روستایی از توابع بخش مرکزی شهرستان رامهرمز در استان خوزستان ایران است.

## جمعیت
این روستا در دهستان حومه‌شرقی قرار دارد و براساس سرشماری مرکز آمار ایران در سال ۱۳۸۵، جمعیت آن ۱۳۶ نفر (۳۰خانوار) بوده‌است.(خالی از سکنه)